# Андрей Квашняк
Андрей Квашняк (чеськ. Andrej Kvašňák, 16 травня 1936, Кошиці — 18 квітня 2007, Прага) — чехословацький футболіст, що грав на позиції півзахисника, зокрема, за клуб «Спарта» (Прага), а також національну збірну Чехословаччини.
Дворазовий чемпіон Чехословаччини. Володар Кубка Чехословаччини. Володар Кубка Мітропи.

## Клубна кар'єра
У футболі дебютував 1957 року виступами за команду «Дукла» (Пардубіце), в якій провів один сезон.
Протягом 1958—1959 років захищав кольори клубу «Кошиці».
Своєю грою за останню команду привернув увагу представників тренерського штабу клубу «Спарта» (Прага), до складу якого приєднався 1959 року. Відіграв за празьку команду наступні десять сезонів своєї ігрової кар'єри. За цей час двічі виборював титул чемпіона Чехословаччини, ставав володарем Кубка Мітропи.
Завершив ігрову кар'єру у команді «Мехелен», за яку виступав протягом 1969—1971 років.

## Виступи за збірну
1960 року дебютував в офіційних матчах у складі національної збірної Чехословаччини. Протягом кар'єри у національній команді провів у її формі 47 матчів, забивши 13 голів.
У складі збірної був учасником:
- чемпіонату Європи 1960 року у Франції, на якому команда здобула бронзові нагороди. Був присутній в заявці збірної, але на поле не виходив;
- чемпіонату світу 1962 року у Чилі, де разом з командою здобув «срібло». Зіграв проти Іспанії (1-0)[6], Бразилії (0-0)[7] і (1-3)[8], Мексики (1-3)[9], Угорщини (1-0)[10] і Югославії (3-1)[11];
- чемпіонату світу 1970 року у Мексиці, де зіграв з Бразилією (1-4)[12] і Румунією (1-2)[13].

Помер 18 квітня 2007 року на 71-му році життя у місті Прага від раку легень.

## Титули і досягнення
- Чемпіон Чехословаччини (2):

«Спарта» (Прага): 1965, 1967
- Володар Кубка Чехословаччини (1):

«Спарта» (Прага): 1964
- Володар Кубка Мітропи (1):

«Спарта» (Прага): 1964
- Віце-чемпіон світу: 1962